# Фудзіморі Хіромаса
Фудзіморі Хіромаса (7 серпня 1991) — японський плавець.
Учасник Олімпійських Ігор 2016 року.
Призер Чемпіонату світу з плавання на короткій воді 2018 року.
Призер Азійських ігор 2014 року.
Призер літньої Універсіади 2013 року.